# Leonídas Kýrkos
Ne doit pas être confondu avec Leonídas Kýrkos, pilote de rallye.
Leonídas Kýrkos (grec moderne : Λεωνίδας Κύρκος ; né le 12 octobre 1924 à Héraklion – 28 août 2011) est un homme politique grec de gauche, député et député européen.
Il était membre du Parti communiste de Grèce (intérieur) dont il a été le dernier leader et le fondateur de la Gauche grecque.
Il est le père de Míltos Kírkos.